# Ruská ruleta

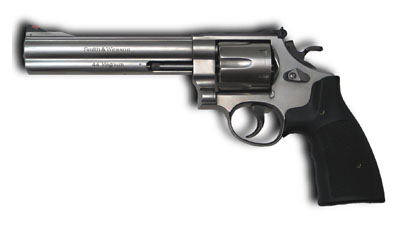
Ke hře se používá revolver

Ruská ruleta (rusky русская рулетка, russkaja ruletka) je hazardní hra, ve které hráč vloží jeden náboj do revolveru, protočí bubínek, přiloží hlaveň ke spánku a stiskne spoušť, doufaje, že se nabitá komora bubínku neotočila do pozice pro střelbu, a že zbraň tedy nevystřelí. Název odkazuje na předpokládanou zemi původu, podstoupení rizika a protočení bubínku, neboli prvku, který připomíná rotaci kola v opravdové ruletě.
V zásadě existují dvě verze ruské rulety – v jedné se bubínek protočí na začátku každého kola, ve druhé (extrémnější) se bubínek protočí pouze na začátku hry. V první verzi je pravděpodobnost toho, že zbraň vystřelí, v každém tahu 1 ku 6. Ve druhé se šance vystřelení neustále zvyšuje až ke 100 %, která nastane po pěti tazích. Průměrně se spoušť před skutečným výstřelem stiskne 3,5krát.

## Popis
Princip hry spočívá v tom, že se do jedné komory revolveru vloží jeden náboj. První účastník ruské rulety protočí bubínek, přiloží hlaveň revolveru ke spánku a stiskne spoušť. Má-li štěstí na jednu z prázdných komor, přežije a předá tah (revolver) dalšímu. Pokud má smůlu na komoru s nábojem, zbraň vystřelí. Vyhrát se nedá nic kromě pochybného uznání za statečnost, ztratit při ní hráč naopak může svůj vlastní život.
V extrémní variantě se před dalším tahem znovu neprotočí bubínek – cílem je pokořit odvahu předchozího hráče.
Někdy se místo opravdových nábojů používají elektrické, které nezpůsobují smrt.

## Historie
Podle Andrewa Clarka lze první náznak ruské rulety najít v příběhu Fatalista z roku 1840, který je součástí románu Hrdina naší doby od ruského spisovatele a básníka Michaila Lermontova. Protagonista příběhu, Grigorij Alexandrovič Pečorin, se spolu s dalšími postavami začne bavit o tom, jestli je osud lidí předurčený, nebo ne. Jedna z postav se nakonec rozhodne dokázat, že osud skutečně předurčený je, a tak vezme střelnou zbraň, nabije ji a hlaveň namíří proti sobě. Po chvíli přemlouvání, ať to nedělá nakonec stiskne kohoutek a zbraň selže. Poté namíří na klobouk pověšený na zdi, opět stiskne kohoutek a zbraň vystřelí.
Přesný původ hry jako takový je ale nejasný, ví se jen, že vznikla v 19. století. Říká se, že ji hráli znudění ruští vojáci během dlouhých studených nocí nebo že ke hře byli donucováni vězni k pobavení dozorců, kteří na ně uzavírali sázky.
Přestože si hráči jsou vědomi toho, co obnáší prohra, tak se hraje dodnes. Podle některých zdrojů může celkový počet obětí dosahovat jednoho milionu. Oběti této hry se zejména v Rusku a USA objevují i v současnosti, motivace k hraní se od svého vzniku v 19. století nezměnila.

## Etymologie
Výraz „ruská ruleta“ byl pravděpodobně poprvé použit ve stejnojmenném příběhu z roku 1937 od Georgese Surdezy. Místo klasické verze hry, tj. nabití jedním nábojem z šesti, ale Surdez popsal opačný způsob, tj. nabití pěti náboji z šesti.

## Další variace hry

### Americká ruleta
Každý hráč má svůj vlastní revolver, šance na přežití jsou tedy vyrovnané.

### Facebook
Místo ztráty života hráči riskují okamžité smazání svých profilů. Hra byla nakonec samotným Facebookem zakázána.

### Hry s alkoholem (drinking games)
Princip hry spočívá v šesti skleničkách, ze kterých je pět naplněných vodou a jedna vodkou. Skleničky jsou uspořádány do kruhu a hráči si náhodně vybírají skleničku, ze které se napijí.
Další hře se říká „beer hunter“ (beer = pivo, hunter = lovec) podle filmu Lovec jelenů (v angličtině The Deer Hunter), ve kterém se vyskytují scény s ruskou ruletou. Princip spočívá v šesti plechovkách piva, z nichž jedna se řádně protřepe a poté se plechovky zamíchají tak, aby nebylo poznat, která to byla. Každý hráč si náhodně vezme jednu plechovku a otevře ji těsně pod svým nosem. Ten, kdo si otevře protřepanou plechovku (a postříká se pivem), prohraje.

## Některé skutečné případy
- V roce 1946 v americkém státě Pensylvánie hráli dva mladíci (kamarádi) upravenou verzi ruské rulety zvanou „ruský poker“, kdy místo toho, aby si přiložili hlaveň ke spánku, mířili jeden na druhého. Z tohoto důvodu (údajně bez úmyslu zabít nebo způsobit újmu na zdraví) obžalovaný namířil hlaveň na hlavu oběti, stiskl spoušť a oběť zastřelil. Obžalovaný byl obviněn z hrubé lehkomyslnosti (vůbec nebral v úvahu, že by jeho čin mohl skončit vážným ublížením na zdraví nebo smrtí) a byl odsouzen za vraždu druhého stupně.[8]
- Malcolm X ve své knize (The Autobiography of Malcolm X) vzpomíná na doby, kdy se živil vloupáváním se do domů, kde mimo jiné popisuje i to, jak jednou hrál ruskou ruletu, kdy 3krát za sebou stiskl spoušť, aby svým komplicům dokázal, že se smrti nebojí.[9] V epilogu knihy ale Alex Haley uvedl, že se mu Malcolm svěřil, že hru jenom fingoval. Událost byla také vyobrazená ve filmové adaptaci knihy z roku 1992.
- 25. prosince 1954 se v americkém Texasu zastřelil bluesový hudebník Johnny Ace poté, co zbraň, kterou namířil na svou vlastní hlavu, vystřelila. Deník The Washington Post událost připisoval právě ruské ruletě.[10]
- Graham Greene ve své první autobiografii z roku 1971 uvádí, že v mládí několikrát ruskou ruletu hrál sám se sebou.
- 24. července 1973 příslušník policejního oddělení v americkém Dallasu Darell L. Cain zastřelil dvanáctiletého chlapce jménem Santos Rodriguez při výslechu jeho a jeho bratra ohledně vloupání. Policista se je snažil přimět k tomu, aby mezi sebou hráli ruskou ruletu, při čemž ale jednoho z nich zastřelil. Jeho cílem bylo donutit je, aby se k činu přiznali. U soudu byl policista uznán vinným za vraždu se zlým úmyslem a odsouzen k trestu odnětí svobody po dobu pěti let. Propuštěn byl 11. září 1979.
- 10. září 1976 se finský kouzelník Aimo Leikas zastřelil během vystoupení při předvádění svého triku s ruskou ruletou, při kterém si vždycky vytáhl šest nábojů z krabičky plné ostré a slepé munice, které si údajně vybíral pomocí telepatie. V době smrti už tento trik předváděl asi rok.[11][12]
- John Hinckley, který se roku 1981 pokusil zavraždit amerického prezidenta Ronalda Reagana, byl známý tím, že za svůj život dvakrát ruskou ruletu hrál sám se sebou.[13] V roce 1980 se navíc vyfotografoval, jak míří zbraní na svou hlavu.[14]
- 12. října 1984 americký herec John-Erik Hexum hrál z legrace během čekání na natáčení seriálu Cover Up ruskou ruletu s revolverem nabitým slepými náboji .44 Magnum v domnění, že se jedná pouze o neškodnou repliku zbraně. Výstřel mu způsobil frakturu lebky, úlomky lebečních kostí se mu dostaly do mozku a způsobily krvácení. Herec byl urychleně převezen do nemocnice, kde mu diagnostikovali mozkovou smrt.[15]
- Americká veřejnoprávní televize PBS (Public Broadcasting Service) tvrdila, že William Shockley, spoluvynálezce tranzistoru a držitel Nobelovy ceny za fyziku, se pokusil spáchat sebevraždu hraním ruské rulety sám se sebou.[16]
- 5. října 2003 si britský iluzionista Derren Brown v přímém přenosu zahrál ruskou ruletu na Normanských ostrovech, konkrétně na ostrově Jersey. O dva dny později vydala policie prohlášení, že byla o pořádání kousku předem informována a ubezpečena, že nejsou použity žádné ostré náboje a že nikomu žádné nebezpečí nehrozí.[17]
- V 9. epizodě 7. řady pořadu britské veřejnoprávní televize BBC Kdo myslíš, že jsi? odvysílaném 13. září 2010 herec Alan Cumming zkoumá smrt svého dědečka Tommyho Darlinga, který, jak se nakonec ukáže, zemřel při hraní ruské rulety. Do té doby si pozůstalí mysleli, že jeho smrt byla nehoda, ke které došlo, když si čistil svou zbraň.
- 11. června 2016 bojovník MMA Ivan „JP“ Cole pravděpodobně zemřel při hraní ruské rulety.[18]